# Pawieł Mironow
Pawieł Wasiljewicz Mironow (ros. Павел Васильевич Миронов, ur. 8 września?/21 września 1900 we wsi Wasiljewka w powiecie tambowskim w guberni tambowskiej (obecnie w rejonie tokariowskim w obwodzie tambowskim), zm. 29 października 1969 w Moskwie) – radziecki generał porucznik, Bohater Związku Radzieckiego (1945).

## Życiorys
Do 1912 skończył 3 klasy szkoły wiejskiej, później do 1919 pracował w gospodarstwie rolnym, jednocześnie 1918-1918 był sekretarzem gminnego komitetu biedoty w Wasiljewce. Od stycznia do marca 1919 był sekretarzem gminnej jaczejki RKP(b) w Wasiljewce, od listopada 1919 służył w Armii Czerwonej, w 1920 skończył kursy dowódcze w Tambowie, później był pomocnikiem dowódcy i dowódcą kompanii batalionu karnego wojskowego komisariatu w Błagodarnym. Brał udział w wojnie domowej w Rosji, walczył z powstańcami na Kubaniu i w Stawropolu, w 1922 ukończył kursy „Wystrieł”, później służył w Północnokaukaskim Okręgu Wojskowym jako pomocnik dowódcy i dowódca kompanii oraz pomocnik dowódcy i dowódca batalionu, w latach 1931–1933 był szefem sztabu pułków piechoty w Północnokaukaskim Okręgu Wojskowym i na Dalekim Wschodzie. Od 1933 był szefem sztabu, a 1934-1938 dowódcą pułku w Północnokaukaskim Okręgu Wojskowym, 1938-1939 pomocnikiem dowódcy dywizji, a 1939–1940 dowódcą dywizji w Syberyjskim Okręgu Wojskowym. W 1941 ukończył kursy doskonalenia kadry dowódczej i w maju 1941 ponownie został dowódcą dywizji w Syberyjskim Okręgu Wojskowym.
Brał udział w wojnie z Niemcami. Od lipca 1941 do marca 1942 dowodził 107 Dywizją Piechoty/5 Gwardyjską Dywizją Piechoty na Froncie Rezerwowym/Zachodnim, brał udział w walkach o Smoleńsk, bitwie pod Moskwą, operacji jelneńskiej i kałuskiej. Od kwietnia 1942 do grudnia 1943 dowodził 7 Gwardyjskim Korpusem Piechoty na Froncie Zachodnim, a od stycznia 1944 do maja 1945 37 Gwardyjskim Korpusem Piechoty na Froncie Karelskim, 3 i 2 Ukraińskim. Po wojnie do marca 1946 dowodził korpusem piechoty w Centralnej Grupie Wojsk stacjonującej w Austrii, w 1947 ukończył wyższe kursy akademickie przy Wyższej Akademii Wojskowej i został zastępcą dowódcy Wojsk Powietrznodesantowych ds. przysposobienia bojowego, później dowodził korpusem piechoty. W 1950 został starszym wykładowcą Wyższej Akademii Wojskowej, w latach 1953–1955 dowodził korpusem piechoty w Zakaukaskim Okręgu Wojskowym, 1955–1957 był pomocnikiem dowódcy Leningradzkiego Okręgu Wojskowego ds. przysposobienia bojowego, a 1958–1959 naczelnikiem wydziału Moskiewskiego Instytutu Ekonomiczno-Statystycznego, następnie zakończył służbę wojskową. Był honorowym obywatelem Tarusy i Wiednia. Został pochowany na Cmentarzu Nowodziewiczym. Jego imieniem nazwano ulicę w Tokariowce.

## Awanse
- major (24 stycznia 1936)
- pułkownik (21 listopada 1938)
- generał major (20 stycznia 1942)
- generał porucznik (22 lutego 1944)

## Odznaczenia
- Złota Gwiazda Bohatera Związku Radzieckiego (28 kwietnia 1945)
- Order Lenina (dwukrotnie, 21 lutego 1945 i 28 kwietnia 1945)
- Order Czerwonego Sztandaru (czterokrotnie, 12 kwietnia 1942, marzec 1944, 3 listopada 1944 i 15 listopada 1950)
- Order Suworowa I klasy (21 lipca 1944)
- Order Kutuzowa II klasy (28 września 1943)
- Order Czerwonej Gwiazdy (22 lutego 1941)
- Order Wybitnej Służby (Wielka Brytania, 1943)

I inne.